# Sulfito deshidrogenasa
La sulfito deshidrogenasa (EC 1.8.2.1) es una enzima que cataliza la siguiente reacción química:
Por lo tanto los tres sustratos de esta enzima son sulfito, un citocromo c oxidado (ferricitocromo), y agua; mientras que sus tres productos son sulfato, un citocromo c reducido (ferrocitocromo), y iones hidrógeno.

## Clasificación
Esta enzima pertenece a la familia de las oxidorreductasas, más específicametne a aquellas oxidorreductasas que actúan sobre un grupo azufrado como dador de electrones, utilizando un citrocromo como aceptor.

## Nomenclatura
El nombre sistemático de esta clase de enzimas es: sulfito:ferricitocromo-c oxidorreductasa. Otros nombres de uso común pueden ser sulfito citocromo c reductasa, sulfito-citocromo c oxidorreductasa, y sulfito oxidasa.

## Papel biológico
Esta enzima participa en el metabolismo microbiano del azufre.